# Cajueiro

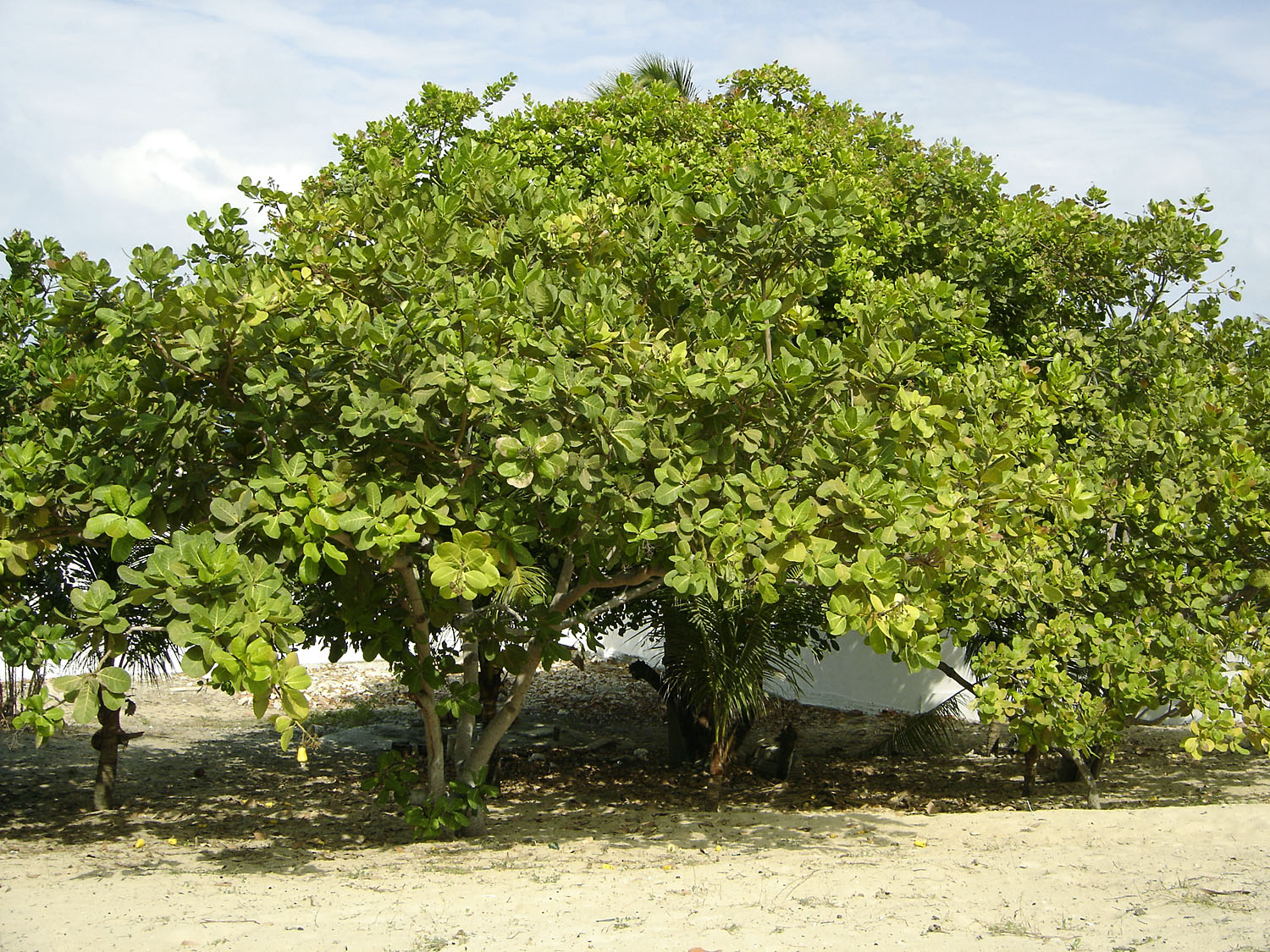
Cajueiro

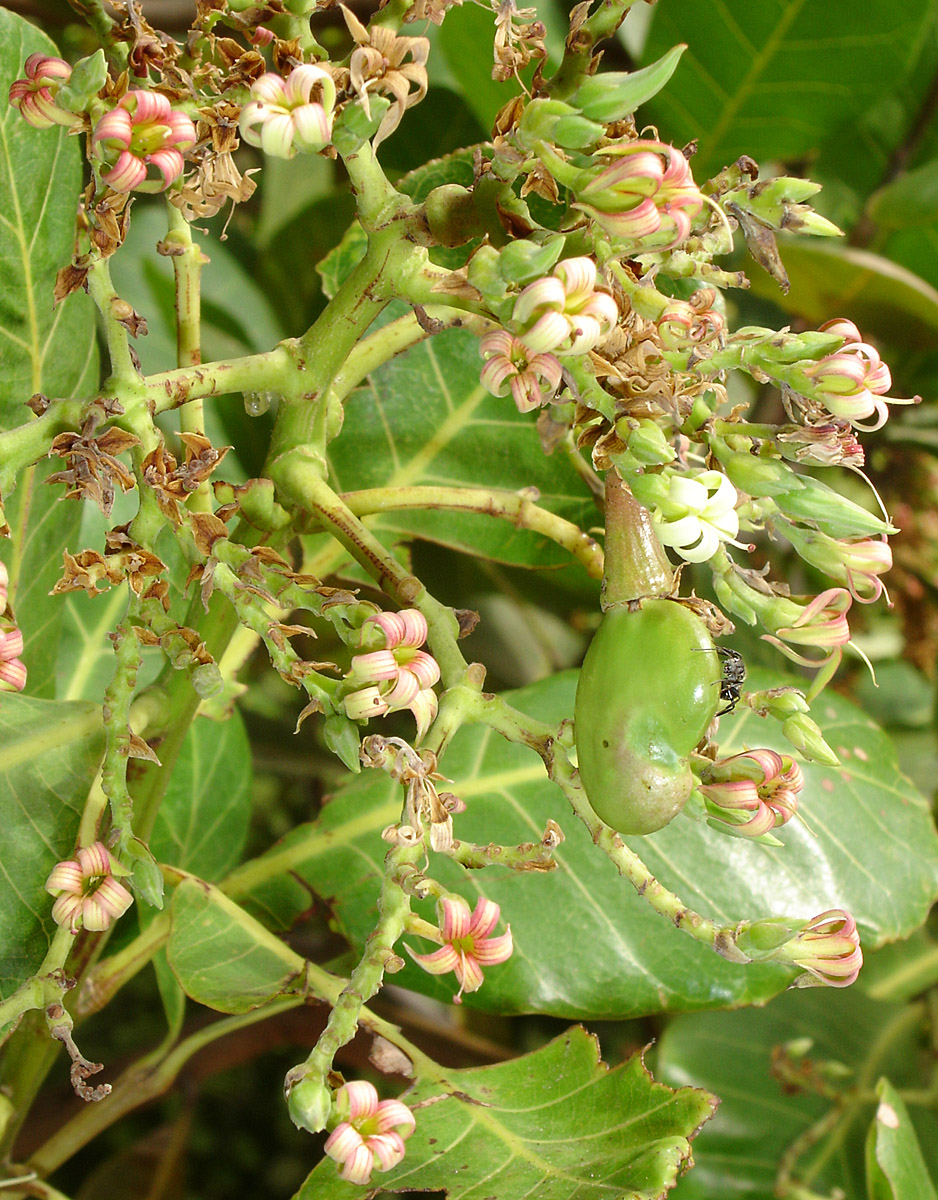
Flores do Cajueiro

O cajueiro (nome científico Anacardium occidentale) é uma planta  da família Anacardiaceae originária da região nordeste do Brasil, com arquitetura de copa tortuosa e de diferentes portes. Na natureza existem dois tipos: o comum (ou gigante) e o anão. O tipo comum pode atingir entre 5 e 12 metros de altura, mas em condições muito propícias pode chegar a 20 metros. O tipo anão possui altura média de 4 metros.
Seu fruto, a castanha de caju, tem uma forma semelhante a um rim humano; a amêndoa contida no interior da castanha, quando seca e torrada, é popularmente conhecida como castanha-de-caju. Prologando-se ao fruto, existe um pedúnculo (seu pseudofruto) maior, macio, piriforme, também comestível, de cor alaranjada ou avermelhada; é geralmente confundido como fruto. Designado como pedúnculo ou pseudofruto, esta estrutura amadurece colorido em amarelo e/ou vermelho e varia entre o tamanho de uma ameixa e o de uma pêra (5–11 cm). Tem, ainda, os nomes científicos de Anacardium microcarpum e Cassuvium pomiverum.
Além do fruto, a casca da árvore é também utilizada como adstringente e tônico.
O tronco do cajueiro produz uma resina amarela, conhecida por goma do cajueiro que pode substituir a goma arábica, e que é usada na indústria do papel até a indústria farmacêutica.
Sua madeira, durável e de coloração rosada é também apreciada. As flores são especialmente melíferas e têm propriedades tônicas, já que contêm anacardina. Da seiva produz-se tinta. A raiz tem propriedades purgativas.
Suas folhas são obovadas (isto é, têm a forma de um ovo invertido), apresentando-se coriáceas e subcoriáceas. As flores dispõem-se em panículas.

## Características morfológicas
- Copa com ramos terminais piloso.
- Caule tortuoso, com ritidoma cinza e fissurados com placas.
- Folhas simples, coriáceas ou semicoriáceas, concolores, glabras, alternas, espiraladas ovadas e obovadas, com ápices arredondados e bases agudas; as margens são inteiras e nervação broquidódroma.
- Nervuras salientes na parte abaxial e domáceas nas axilas das nervuras secundárias pecíoladas ou sésseis, sem estípula.
- Flores de cinco pétalas livres, de cor rosa.
- Frutos são nozes de até 3 centímetros de cor cinza, pseudofruto vermelho ou amarelado suculento e carnoso.

## Etimologia
O nome Anacardium deriva do greco kardia = "coração", devido à forma da fruta.
Também é conhecido pelos nomes derivados do original da língua tupi (acayu): acaju, acajaíba, acajuíba, caju-comum, cajueiro-comum, cajuil, caju-manso, cajuzeiro e ocaju. A origem está na palavra Acaiú (a- fruto + ´ác- que trava + aiú- fibroso, lit. fruto que trava fibroso). Em Moçambique é ainda conhecido como mecaju e mepoto.
O nome inglês cashew é derivado da palavra portuguesa de pronúncia similar, caju, que por sua vez provém da palavra indígena acaju. Na Venezuela o cajueiro é denominado merey, mas em outros países da América Latina é chamado marañón, provavelmente devido ao nome da região onde foi visto pela primeira vez, o estado do Maranhão.

## Fenologia
Floração: junho a novembro. Maturação dos frutos de setembro até janeiro.

## Obtenção de sementes
Os frutos completos (pedúnculo e castanha) devem ser colhidos diretamente da árvore, separando-se as castanhas (verdadeiro fruto) da parte suculenta (pseudofruto). A castanha assim preparada está pronta para ser semeada. Um quilograma desse material contém 240 unidades.

## Produção de mudas
As sementes (castanhas com casca) possuem baixa germinação quando semeadas diretamente; devem ser tratadas para eliminar os inibidores de germinação; isso pode ser obtido deixando-as em repouso dentro da água durante 48 horas, porém trocando-se a água a cada 8 horas. Semeá-las em seguida diretamente em embalagens individuais contendo substrato arenoso enriquecido de matéria orgânica. A emergência demora 10 a 20 dias e a germinação geralmente é alta. Manter as mudas a pleno sol até que alcancem mais de 30 centímetros, quando estarão prontas para o plantio no local definitivo. O desenvolvimento das plantas no campo é lento.

## Utilidade
A madeira é apropriada para construção civil, serviços de torno, carpintaria e marcenaria, confecção de cabos de ferramentas agrícolas, cepas de tamanco e caixotaria. A árvore é muito cultivada em quase todo o Brasil e no exterior para a obtenção de seu pseudofruto (caju) e de sua castanha; os frutos são muito consumidos em todo o país, e a castanha é bastante popular e exportada para quase todo o mundo. Os frutos ou pedúnculos podem ser consumidos in natura, na forma de suco e de doces caseiros. O suco de seu fruto é industrializado e altamente apreciado em todo o país. A casca da castanha fornece um óleo industrial. É planta indispensável nos pomares da costa litorânea brasileira. As flores são melíferas.

## Informações ecológicas
Planta decídua, heliófita e espontânea em muitas regiões da costa norte e nordeste do país, onde forma pequena árvore. Cresce normalmente em quase todos os solos secos, entretanto dificilmente produz frutos em solos argilosos.

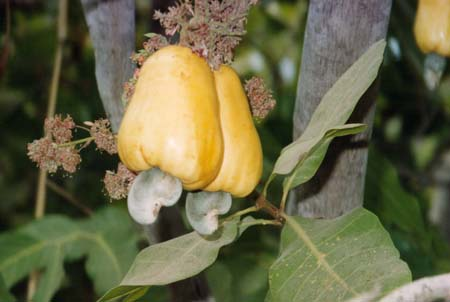
Cajus maduros prontos para serem colhidos

## Importância nutritiva

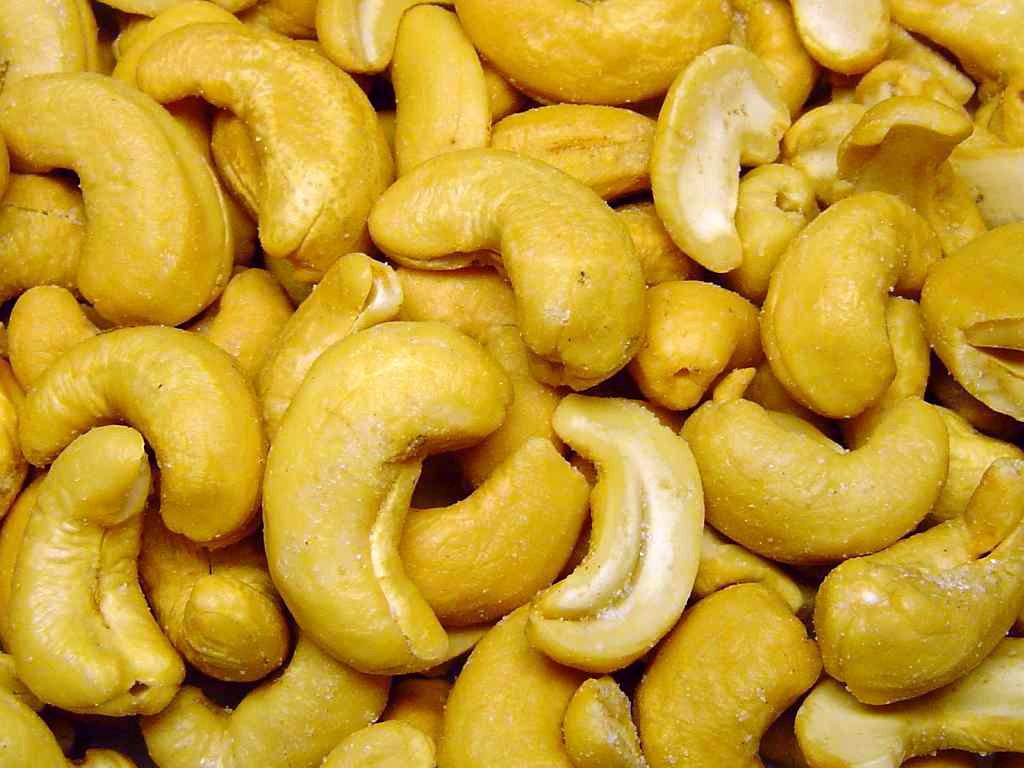
Amêndoas de castanhas de caju assadas

O caju é riquíssimo em vitamina C (seu teor é bem maior que o da laranja). Contém ainda vitamina A e do complexo B. Também é rico em proteínas, lipídios, e carboidratos. É ainda uma boa fonte de sais minerais como cálcio, fósforo e ferro, além de zinco, magnésio, fibras e gordura insaturada, que ajudam a diminuir o nível de colesterol no sangue. O caju tem ainda quantidades razoáveis de Niacina.
Por ser rico em fibras, o caju é indicado para aumentar a movimentação intestinal.

## História

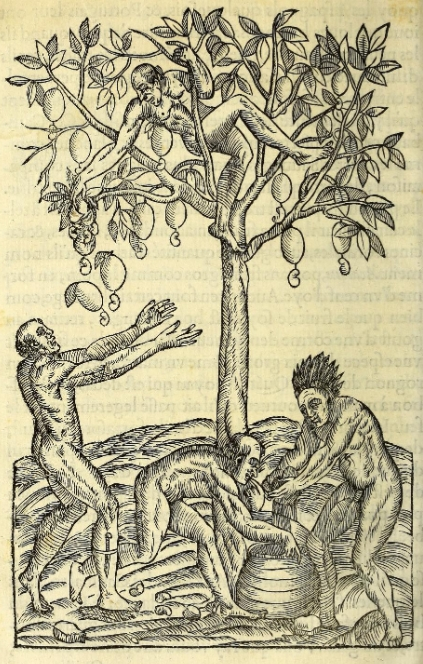
Primeira ilustração do Cajueiro, de André Thevet, 1558

Algumas partes do cajueiro e do próprio caju já eram muito usadas como alimento ou medicina tradicional por várias comunidades indígenas nordestinas. Atualmente, o povo Fulni-Ô ainda faz grande uso dessa planta tradicional. Crônicas dos primeiros colonizadores da costa brasileira contam que, na época da frutificação dos cajueiros, nações indígenas do interior vinham ao litoral, território dos tupinambás e tupiniquins, e com eles travavam guerras pela colheita dos frutos: eram as "guerras do acayu". É a espécie símbolo dos restingais da costa leste setentrional.
Durante o domínio holandês no Nordeste do Brasil, diversos autores ressaltaram o valor da fruta do cajueiro, especialmente suas virtudes terapêuticas. Maurício de Nassau chegou a baixar uma resolução que fixava a multa de cem florins por cajueiro derrubado ("visto que o seu fruto é um importante sustento dos índios"). O cajueiro é a árvore símbolo da Cidade do Recife-PE.
Presume-se que o cajueiro chegou em Goa, principal colônia de Portugal nas Índias Orientais entre 1560 e 1565, para a estabilização de taludes e para lutar contra a erosão. Os portugueses levaram a planta para a Índia, entre 1563 e 1578, onde ela se adaptou extremamente bem. Depois da Índia foi introduzida no sudeste asiático, chegando à África durante a segunda metade do século XVI, primeiro na costa leste e depois na oeste e por último nas ilhas.
As primeiras importações de amêndoas de castanha de caju da Índia foram feitas em 1905 pelos Estados Unidos. O comércio mundial de amêndoa de caju teve início de forma efetiva depois que representantes da empresa americana General Food Corporation descobriram essas nozes durante uma missão na Índia no início da década de 1920. Além de embarques regulares para os Estados Unidos, pequenas consignações foram enviadas para vários países europeus, particularmente para o Reino Unido e Países Baixos. Em 1941 as exportações indianas de amêndoas de castanha de caju já alcançavam quase 20 mil t. Hoje a castanha é um importante item no comércio mundial. O valor total de vendas, após agregação de valor, supera a soma de US$ 2 bilhões.

## Informações gerais
- O maior cajueiro do mundo encontra-se em Parnamirim, no Rio Grande do Norte, conforme comprovado pelo Guiness Book na década de 1980.
- É muito cultivado nas regiões tropicais da América, África e Ásia. Os maiores exportadores mundiais de amêndoa de castanha de caju (ACC) são Índia, Vietnã e Brasil.